# تاد گرینل
تاد گرینل (انگلیسی: Todd Grinnell؛ زادهٔ ۲۹ مارس ۱۹۷۶) هنرپیشه اهل ایالات متحده آمریکا است.
از مجموعه‌های تلویزیونی که وی در آن نقش داشته‌است می‌توان به امروز رو بچسب و آشنایی با مادر اشاره کرد.